# Peter Brabeck-Letmathe
Peter Brabeck-Letmathe, född 13 november 1944 i Villach, är en österrikisk affärsman och före detta VD på Nestlé Group. Han har även varit styrelseordförande för Formula One.